# 李重俊
李重俊（683或684年—707年 †），中國唐朝唐中宗第三子，母不详。遭到韋皇后、安樂公主、武三思等迫害，707年以羽林軍發動重俊之變，殺了武三思、武崇訓父子，後因士卒倒戈，被斬殺。唐睿宗以唐隆政变重祚後，追贈重俊為節愍太子。

## 生平
聖曆元年（698年），封為義興郡王。長安年間（701年－705年），任衛尉員外少卿之職。
长安三年（703年），默啜遣使莫贺达干请求让女儿嫁给皇太子之子，武则天令平恩王李重福和李重俊在朝堂上见使者。
景龍初年（707年－710年），進封衛王，拜洛州牧，實封千戶，不久又升為左衛大將軍，兼遙授揚州大都督。因其兄长谯王李重福已失宠获罪，神龍二年（706年）秋，李重俊被立為皇太子。
重俊頗受後母韋皇后、安樂公主、武三思、武崇訓迫害。重俊與兵部尚書魏元忠暗中勾結，準備兵變，景龍元年（707年）七月，與成王李千里、左羽林大將軍李多祚、右羽林將軍李思沖、李承況、沙吒忠义、獨孤禕之發動兵變，殺武三思、武崇訓父子，並攻入皇宮，逼得皇帝、皇后等逃到宮城最北面的玄武門樓，是為重俊之變。中宗在玄武門樓出面向重俊的部下威脅利誘，士兵半途倒戈，兵變瓦解，重俊逃跑時被自己的親兵所殺。中宗後以重俊首級祭祀太廟，也祭祀被重俊所殺的武三思、武崇訓。
永和縣縣丞甯嘉勗哭悼李重俊，被宗楚客貶死。魏元忠因為與重俊通謀，亦遭楚客貶謫，卒於涪陵。
710年十月，新登基的唐睿宗追谥李重俊为节愍太子。太府少卿韦凑上书质疑，认为李重俊发兵逼宫，胁迫父皇，危及社稷，行为无礼，只可被宽恕，不可被昭雪，李多祚等追随者也不为无罪，并举了同样与父皇兵戎相见却不曾胁迫父皇的西汉太子刘据在孙子当了皇帝之后尚且被谥为“戾”的例子，请求改李重俊谥号，以免乱臣贼子引以为例效仿。儘管睿宗认为他说得很对，但宰相们觉得诏命已经下达，因此没有追改李重俊的谥号，只是停止了对李多祚等人的赠官。

## 陵墓
节愍太子墓位于陕西省渭南市富平县，已于1995年至1996年进行考古发掘。

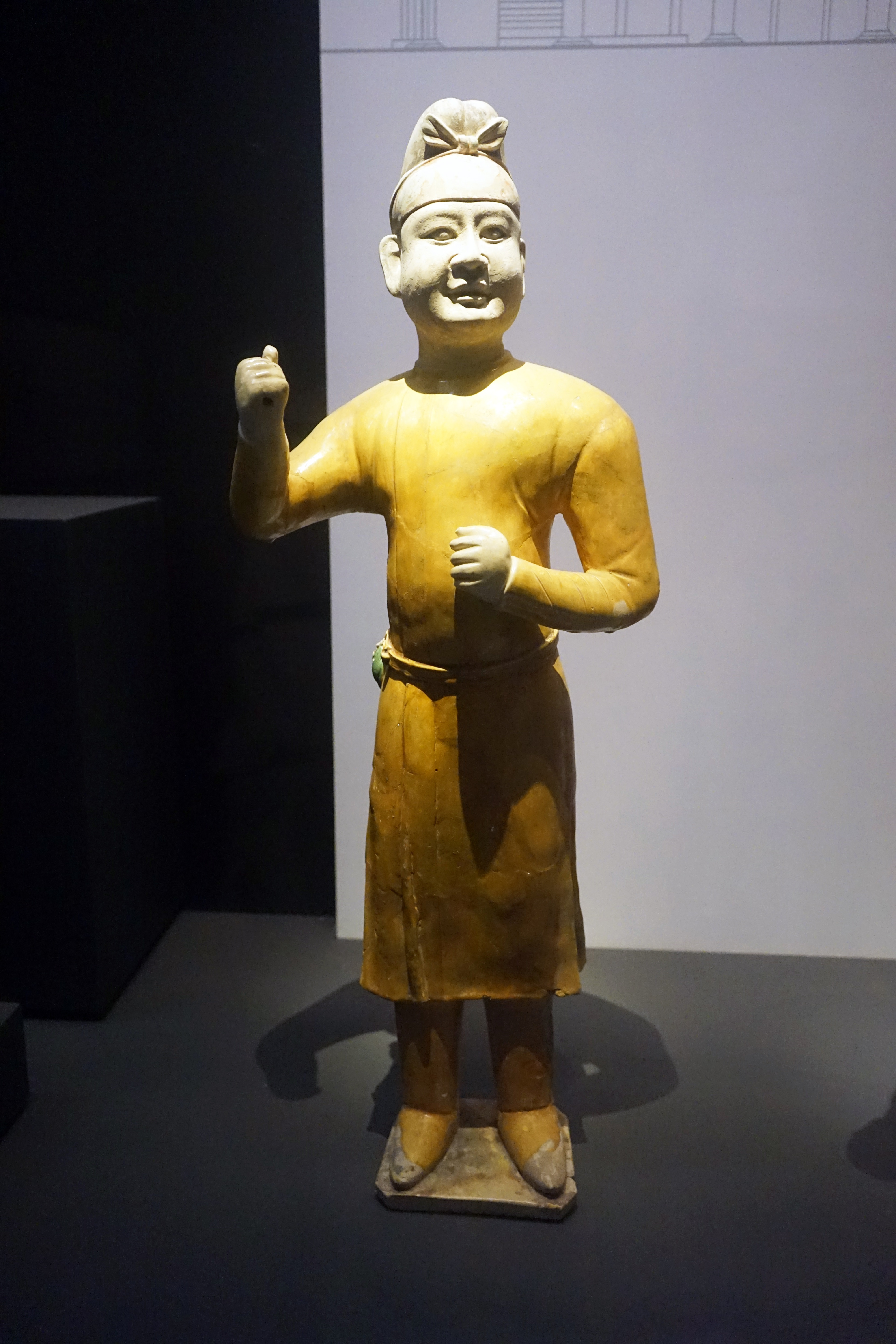
節愍太子墓出土三彩牵馬俑

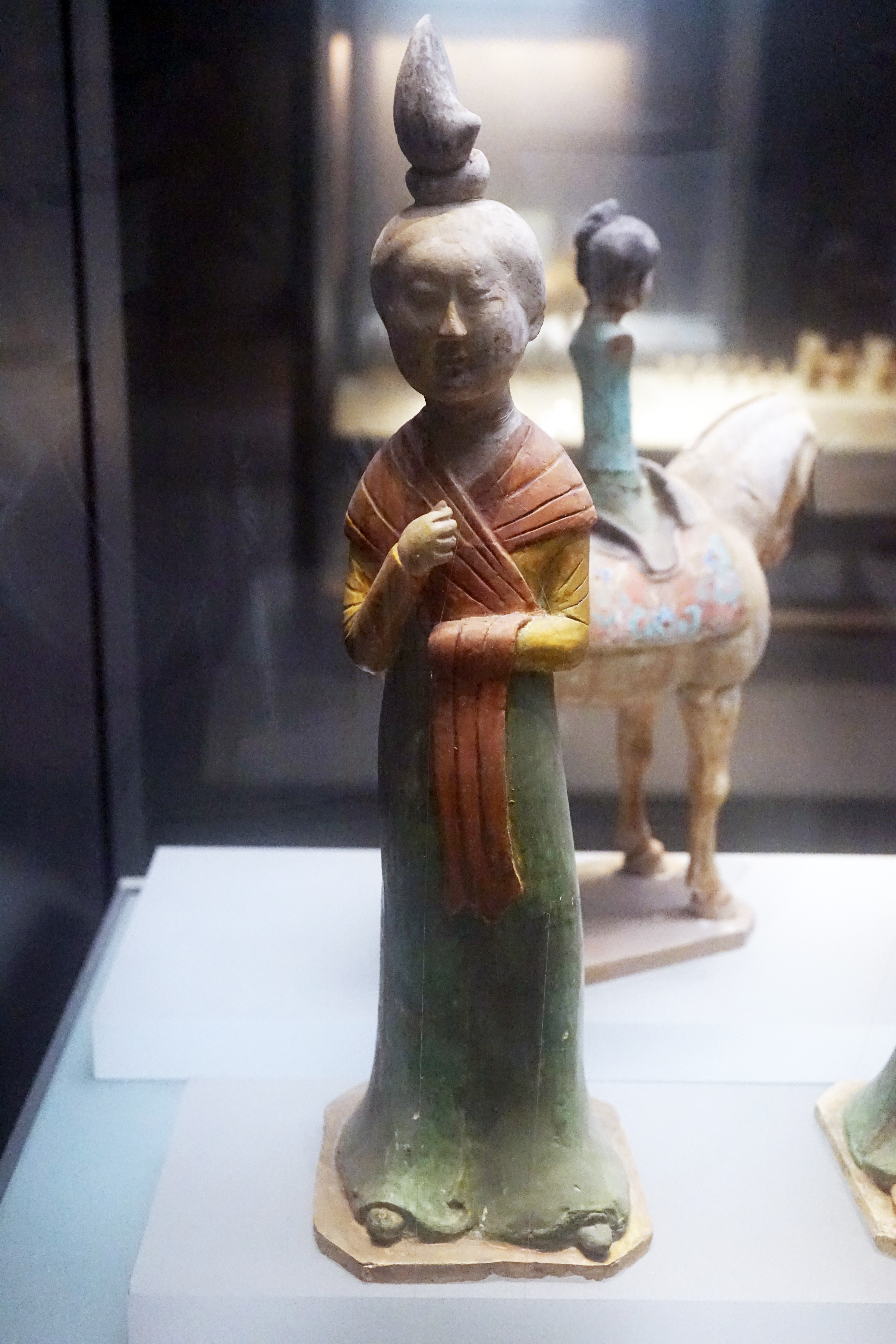
节愍太子墓出土侍女俑

## 家庭

### 王妃
- 杨氏，妹妹元獻皇后为唐肃宗生母[3]。有《节愍太子妃墓志铭》

### 儿子
- 李宗晖，睿宗时封湖阳郡王，玄宗天宝中，至太常员外卿。据《节愍太子妃墓志铭》，非杨氏所出。

## 延伸阅读
[在维基数据编辑]
 《舊唐書/卷86》，出自刘昫《舊唐書》
 《新唐書·卷081》，出自《新唐書》